# Nankin
Pour les articles homonymes, voir Nanjing (homonymie) et Nankin (homonymie).
Nankin (/nɑ̃.kɛ̃/), ou Nanjing (/nan.dʒiŋ/ ; chinois : 南京 ; pinyin : nánjīng ; EFEO : Nanking ; zhuyin : ㄋㄢˊ ㄐㄧㄥ ; litt. « capitale du Sud », /nǎn.tɕíŋ/, à mettre en rapport avec Pékin/Beijing 北京, běijīng, « capitale du Nord »), immédiatement en amont du delta du Yangtze, le premier fleuve chinois, est la capitale de la province chinoise du Jiangsu. La ville compte aujourd'hui plus de huit millions d'habitants. Elle a joué un rôle considérable dans l'histoire chinoise. La prise de la ville par les Japonais en 1937 s'accompagna d'un massacre dont l'ampleur n'est pas connue avec certitude.
Nankin a le statut administratif de ville sous-provinciale. L'abréviation chinoise du nom de la ville est níng (寧).

## Transcription
La francisation « Nankin » provient des missionnaires jésuites français du XVIIe siècle et ne tient pas compte du changement de prononciation qui survint pendant la dynastie Qing et qui transforma le [k] devant un [i] en la consonne [tɕ] (notée j en pinyin). Elle est néanmoins similaire à celle adoptée par les autres langues occidentales : Nanchino en italien, Nanking en néerlandais ou encore Nanquim (prononciation similaire à celle du français) en portugais, par exemple.

## Géographie

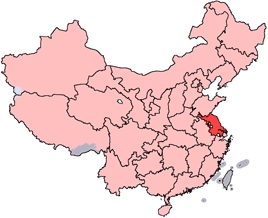
Localisation en Chine.

Couvrant une superficie totale de 6 598 km2, Nankin est situé dans une des plus grandes zones économiques en Chine, le delta du Yangzi Jiang. Ce fleuve coule au sein de la partie ouest de la ville intra-muros. Elle est située à 265 km au nord-ouest de Shanghai, à 900 km au sud de Pékin et à 1 210 km à l'est de Chongqing.
Nankin a un climat subtropical humide, sous l'influence des moussons d'Asie de l'Est. Les saisons sont différenciées, avec des étés très chauds et de la pluie tout au long de l'année. La température moyenne est de 15,7 °C, avec des records de 43 °C (13 juillet 1934) et −16,9 °C (6 janvier 1955). Il y a en moyenne 117 jours de pluie par an, avec 1 106,5 mm de précipitations. La saison meiyu (梅雨, pluie des prunes) a lieu de mi-juin à fin juillet. D'après l'office du tourisme local, la meilleure période se situe entre septembre et novembre.
De nombreuses ressources naturelles sont situées à Nankin, avec plus de 40 types de minéraux, dont le fer, le soufre qui constituent 40 % des réserves du Jiangsu ; elle dispose des premières réserves de strontium en Asie de l'Est et du Sud-Est. Nankin dispose en outre de vastes réserves d'eau, d'origine fluviale et phréatique ; il y a plusieurs sources d'eau chaude, telle la source de Tangshan (en) de Jiangning et la source de Tangquan de Pukou.
Entourée du Yangzi Jiang et de montagnes, Nankin bénéficie de superbes paysages. Des lacs comme le lac Xuanwu et le lac Mochou (en) sont accessibles au public dans le centre de la ville ; les montagnes Pourpres situées dans la partie est de la ville sont également le site de vestiges archéologiques et de sites culturels. Le célèbre stratège et politicien de la période des Trois Royaumes, Zhuge Liang, rédigea la phrase suivante : 钟山龙蟠，石头虎踞，真乃帝王之宅也 (« Avec les montagnes Pourpres en dragon surgissant et les murs de pierre en tigre rugissant, Jinling est la demeure consacrée des empereurs »).

## Histoire

### Chronologie
- -495 : fondation du premier site de la ville, Yecheng
- 229 : capitale du royaume de Wu, baptisée Jiankang 建康
- 937 : capitale du royaume des Tang du Sud
- 1368 : capitale des Ming, baptisée Nankin (nom actuel)
- 1842 : traité de Nankin. Cession de Hong Kong aux Britanniques et ouverture de certains ports chinois au commerce européen
- 1853 : capitale des Taiping, baptisée Tianjing. Une armée impériale réorganisée, financée par des négociants chinois, équipée d'armes modernes par la Grande-Bretagne et la France et assistée par des troupes étrangères sous les ordres du major Gordon, se dirigea vers la ville. Celle-ci est reconquise à l'issue d'une bataille qui fit 100 000 morts[4].
- 1911 : république de Nankin
- 1912 : capitale de la république de Chine
- 1937 : massacre de Nankin
- 1940 : Wang Jingwei installe à Nankin son gouvernement collaborateur pro-japonais
- 1949 : déplacement de la capitale à Pékin
- 1989 : marche de protestation à la suite des événements de la place Tian'anmen

### Histoire
Nankin est une des plus anciennes villes de la Chine du Sud. Selon la légende, Fu Chai, le seigneur du pays de Wu, a fondé le premier site de la ville, Yecheng (冶城) en 495 av. J.-C. En -473, le pays de Yue a conquis le pays de Wu et fondé la ville de Yuecheng (越城) dans les environs de l'emplacement actuel du pont de Zhonghua. En -333, après avoir éliminé le pays de Yue, le pays de Chu a fondé Jinling Yi (金陵邑) dans la partie nord-ouest de la ville actuelle. Depuis, de nombreuses destructions et reconstructions ont marqué l'histoire de Nankin.
Nankin est devenue une capitale en 229, quand Sun Quan du royaume de Wu a déplacé sa capitale vers Jianye (建邺), comme extension de Jinling Yi en 211, durant la période des Trois Royaumes. Après l'invasion des Cing Wu, les nobles et les riches de la dynastie Jin se sont échappés de l'autre côté du Yangzi Jiang et ont établi leur capitale à Nankin, appelée alors Jiankang (建康). Nankin fut alors la capitale de la Chine du Sud durant la période de division Nord-Sud, jusqu'à ce que la dynastie des Sui réunisse la Chine et détruise toute la ville.
La ville a été reconstruite durant la dynastie Tang, et redevint capitale durant le règne épisodique du royaume des Tang du Sud (937-975). L'industrie de Jiankang s'est développée pour atteindre son apogée sous la dynastie Song, bien que constamment menacée par les envahisseurs étrangers. Après l'invasion mongole, la ville fut consolidée en tant que pôle technologique textile.
Après s'être imposé comme vainqueur à la suite des divisions de la période des guerres entre seigneurs de la fin de la dynastie Yuan, Zhu Yuanzhang, le fondateur de la dynastie Ming, établit de nouveau la capitale à Nankin en 1368, adoptant pour la première fois son appellation moderne, Nanjing (Nankin). Il construit ce qui s'avérait être la plus grande ville du monde à l'époque, avec 200 000 ouvriers qui achevèrent ce projet au bout de 21 ans. La muraille actuelle de Nankin date de cette période : c'est la plus grande muraille urbaine du monde qui subsiste encore. En 1403, la capitale est transférée de Nankin à Pékin.
Pendant la dynastie Qing (1644-1911), Nankin fut envahie par les troupes britanniques pendant la première guerre de l’opium, laquelle prit fin par la signature du traité de Nankin de 1842. La région de Nankin s'appelait à l'époque Jiangning, et servit de siège au gouvernement du vice-roi de Liangjiang (en). Nankin fut la capitale du royaume Taiping au milieu du XIXe siècle, rebaptisée Tianjing (天京, « capitale du Ciel ») à cette occasion. Quand le général Zeng Guofan reprit la ville en 1864, un massacre de grande ampleur eut lieu : 100 000 personnes périrent en combattant ou en se donnant la mort.

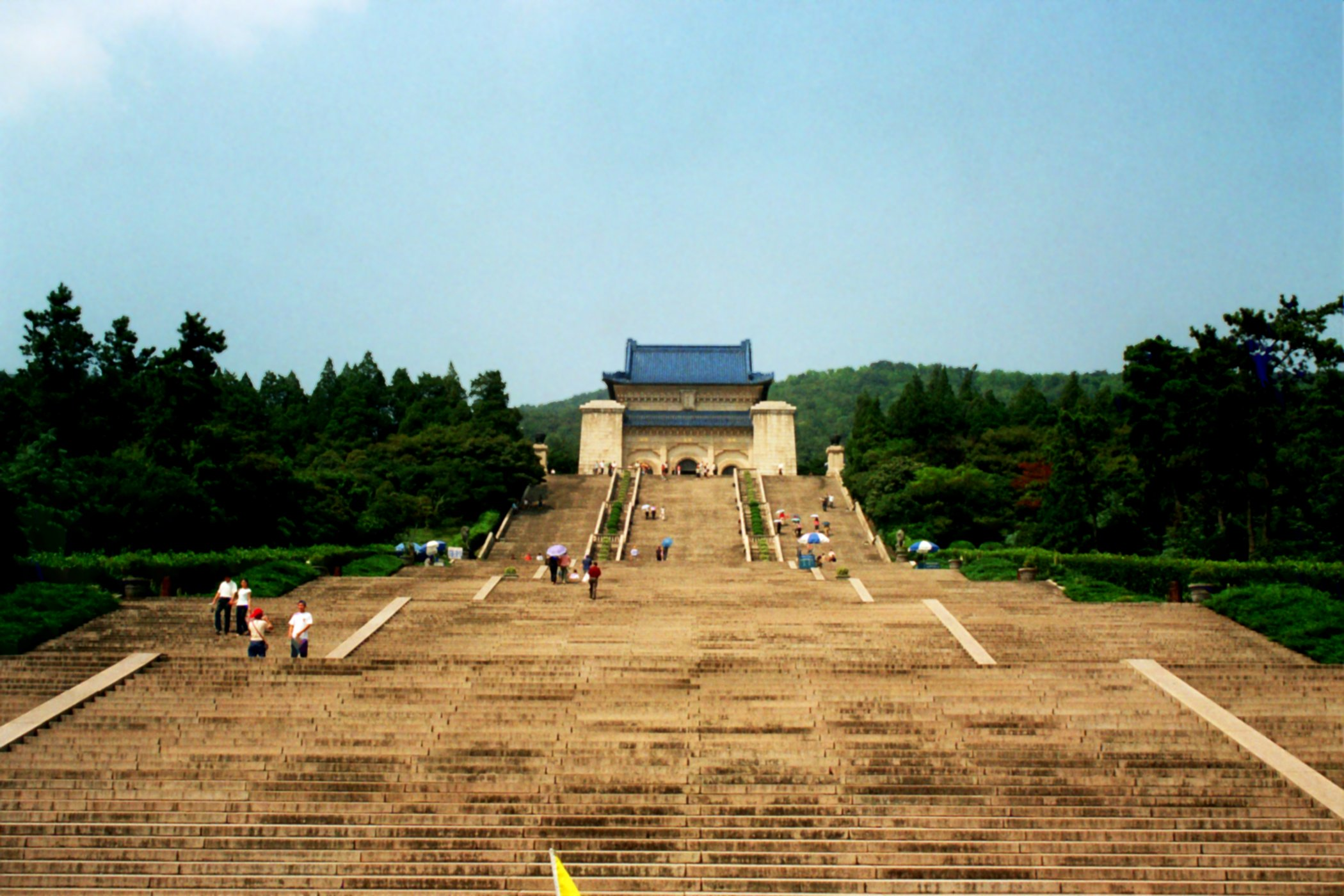
Mausolée du Docteur Sun Yat-sen.

En 1911, le soulèvement de Wuchang à Wuhan marque le début du succès de Sun Yat-sen qui a lancé avec le Kuomintang une révolution de certaines élites, renversant la dynastie Qing et fondant la république de Chine en 1912, avec Nankin comme capitale ; c'est la période dite de la république de Nankin. La capitale fut ensuite déplacée à Pékin quand Yuan Shikai devint président. En 1928, Tchang Kaï-chek prend le pouvoir du Kuomintang établit de nouveau sa capitale à Nankin : Pékin, contrôlée par les seigneurs de la guerre, et Wuhan, menée par Wang Jingwei, prétendaient également au statut de capitales. Les inondations de 1931 en Chine tuent un nombre record de ses habitants par noyade et maladie, tout en détruisant une grande partie de la ville.
Le 13 décembre 1937, l'armée impériale japonaise conquiert Pékin et procède au bombardement stratégique de Nankin, la capitale officielle. La violence de ce bombardement et de celui de Canton entraîne une résolution de blâme du Comité aviseur de l'Extrême-Orient de la Société des Nations à l'encontre du Japon. Lord Cranborne, le sous-secrétaire d'État aux Affaires étrangères du Royaume-Uni, émet alors sa propre déclaration d'indignation : « Les mots ne peuvent exprimer le sentiment de profonde horreur avec lequel la nouvelle de ces raids a été reçue par le monde civilisé. Ils sont souvent dirigés contre des endroits éloignés de la zone d'hostilité réelle. L'objectif militaire, s'il existe, semble prendre une place secondaire. Le but principal semble être d'inspirer la terreur par le massacre des civils… »
Afin d'échapper à l'invasion, le gouvernement du Kuomintang déménage alors à Wuhan, avant de s'installer à Chongqing, au moment de la bataille de Wuhan. À la suite de la chute de Nankin, un massacre de grande ampleur mené par l'envahisseur nippon a lieu en décembre dans la capitale. Les estimations, sujettes à de houleuses controverses négationnistes, varient en fonction des sources. Le tribunal de Nankin estime que 300 000 personnes périrent alors que selon d'autres sources, comme le tribunal de Tokyo, le nombre se situe autour de 200 000.
Durant l'occupation japonaise, un gouvernement fantoche, dirigé par Wang Jingwei, le gouvernement national réorganisé de la république de Chine, fut installé dans la ville. L'armée impériale japonaise y implanta également l'unité de recherche bactériologique 1644 (en), une filiale de l'unité 731 où des médecins nippons pratiquaient des expérimentations sur des cobayes humains.
Après la Seconde Guerre mondiale, le Kuomintang refit de la ville sa capitale. Le 23 avril 1949, l'Armée populaire de libération, après avoir conquis Pékin avec le ralliement d'une grande partie des troupes du Kuomintang, conquiert Nankin, forçant le Kuomintang à se replier à Taïwan, aidé par les États-Unis d'Amérique, mettant officiellement un terme à la république de Chine en Chine continentale. Depuis, Nankin est la capitale provinciale du Jiangsu, et reste malgré tout la capitale officielle de la république de Chine basée à Taïwan.

## Population
Selon les sources officielles, la population totale de la ville de Nankin a atteint 6,24 millions en 2000. La ville aurait atteint 6,40 millions en 2004 selon des statistiques, avec 5,836 millions de résidents inscrits. Le taux de natalité est de 7,73 % ; le taux de mortalité de 5,44 %. 47 429 couples se sont mariés en 2004, 7 036 ont divorcé. 10 473 personnes sont remariées.
L'ethnie Han est dominante (98,56 %), avec 50 autres ethnies présentes. En 1999, 77 934 résidents faisaient partie des autres minorités, dont une vaste majorité de Hui (64 832, soit 83,76 % des minorités). Suivent les Mandchous (2 311) et les Zhuang (533). La plupart de ces minorités résident dans le district de Jianye.
Le ratio hommes-femmes était de 106,49 hommes pour 100 femmes en 2003.
Le revenu annuel brut de la ville était de 191 millions de yuans en 2004 (3e dans le Jiangsu), soit 33 050 par tête, 15 % de plus qu'en 2003. En 2004, le revenu disponible par tête était de 11 061 yuans par an en ville, 5 333 à la campagne ; le taux de chômage s'élevait à 4,03 % (4,2 % au niveau national).

## Économie
Depuis la période des Trois Royaumes, Nankin est devenue un centre industriel textile, étant donné sa situation géographique, qui en faisait un nœud de transports idéal. Pendant la dynastie Ming, cette industrie s'est développée à une plus grande ampleur, ce qui en fit une des villes les plus prospères de Chine et du monde. Le textile, la monnaie, l'imprimerie, la construction navale et d'autres industries y étaient à leur summum technologique ; c'était un des plus gros centres commerciaux d'Extrême-Orient.
Dans la première moitié du XXe siècle, Nankin a progressivement évolué d'un centre de production à un grand centre de consommation, étant donné le gain politique obtenu et l'augmentation du niveau de vie corollaire. De nombreux magasins tels que Zhongyang Shangchang ont ouvert, attirant des marchands de tout le pays qui y venaient écouler leurs produits. En 1933, les gains obtenus grâce aux secteurs alimentaires et aux divertissements excédèrent ceux des manufactures et de l'agriculture. Un tiers de la population travaillait dans le secteur tertiaire, où, à l'instar de Shanghai, le commerce du sexe, de la drogue et le jeu fleurissaient.
Dans les années 1950, le gouvernement central investit massivement à Nankin pour y construire des usines d'État, dans un plan national d'industrialisation rapide. Des usines électriques, mécaniques, chimiques, d'acier furent établies les unes après les autres, faisant de Nankin un grand centre de production industrielle du littoral chinois. Enthousiasmés à l'idée de créer une ville de standard international, les dirigeants de la ville firent aussi des erreurs désastreuses durant son développement, investissant par exemple des millions de yuans pour construire des mines exploitant un charbon inexistant, ce qui entraîna une croissance négative dans les années 1960.

### Aujourd'hui
L'industrie actuelle de la ville est héritée grosso modo de la situation léguée après les années 1960, avec l'électronique, l'automobile, la pétrochimie, la sidérurgie et l'énergie comme « cinq industries-piliers ». De grandes entreprises d'État telles que Panda Electronics, Jincheng Motors et Nanjing Steel subsistent. L'industrie tertiaire se fait plus importante, représentant un total de 44 % du revenu de la ville. De nombreux investisseurs sont venus à Nankin, tels Fiat, IVECO, A.O. Smith and Sharp. Cette situation s'est confirmée après l'adhésion de la Chine à l'OMC et deux entreprises étrangères en moyenne y établissent un bureau chaque jour.
Le gouvernement local essaye d'améliorer l'attractivité de la ville en construisant de vastes parcs industriels, au nombre de cinq aujourd'hui[Quand ?] : Gaoxin, Xingang, Huagong et Jiangning. Malgré ces efforts, Nankin est devancé par les villes voisines de Wuxi, Suzhou et Hangzhou. De plus, les entreprises d'État n'arrivent pas à se reconvertir en sociétés compétitives internationalement, menacées par des faillites forcées. Cela a pour conséquence un nombre important de chômeurs actuellement[Quand ?].
En 2005, le PIB total a été de 130,3 milliards de yuans, et le PIB par habitant de 37 207 yuans.

## Culture
La ville possède plusieurs musées, dont le musée de Nankin, un des plus grands de Chine. La ville qui a également été capitale de la Chine, connaît une culture impériale avec les sites monumentaux de cette partie de l'histoire, ainsi que des institutions de la période de la république de Chine, dont elle était aussi la capitale, comme le Palais du Président.

## Tourisme
- Le tombeau Xiaoling inscrit sur la liste du patrimoine culturel mondial de l'UNESCO
- La cathédrale de l'Immaculée-Conception de Nankin
- Le musée de commémoration du massacre de Nankin
- Le troisième pont de Nankin
- Le mausolée Sun Yat-sen
- Le temple de Confucius de Nankin (Fuzimiao)
- Le pont de la rivière Yangtze Nanjing (grand pont ferroviaire et routier)
- La porte de Yijiang (une des portes de la muraille de Nankin (en))
- L'observatoire de la montagne Pourpre (observatoire astronomique)
- La tour de la cloche
- La tour du tambour
- Le temple Linggu (en)

## Éducation
Nankin possède de nombreuses universités :
- Université de Nankin,
- Université du Sud-Est

## Transports
Nankin est un pôle important de trafic en Chine et profite de sa proximité avec Shanghai et Hangzhou pour être au centre des échanges.

### Ferroviaire

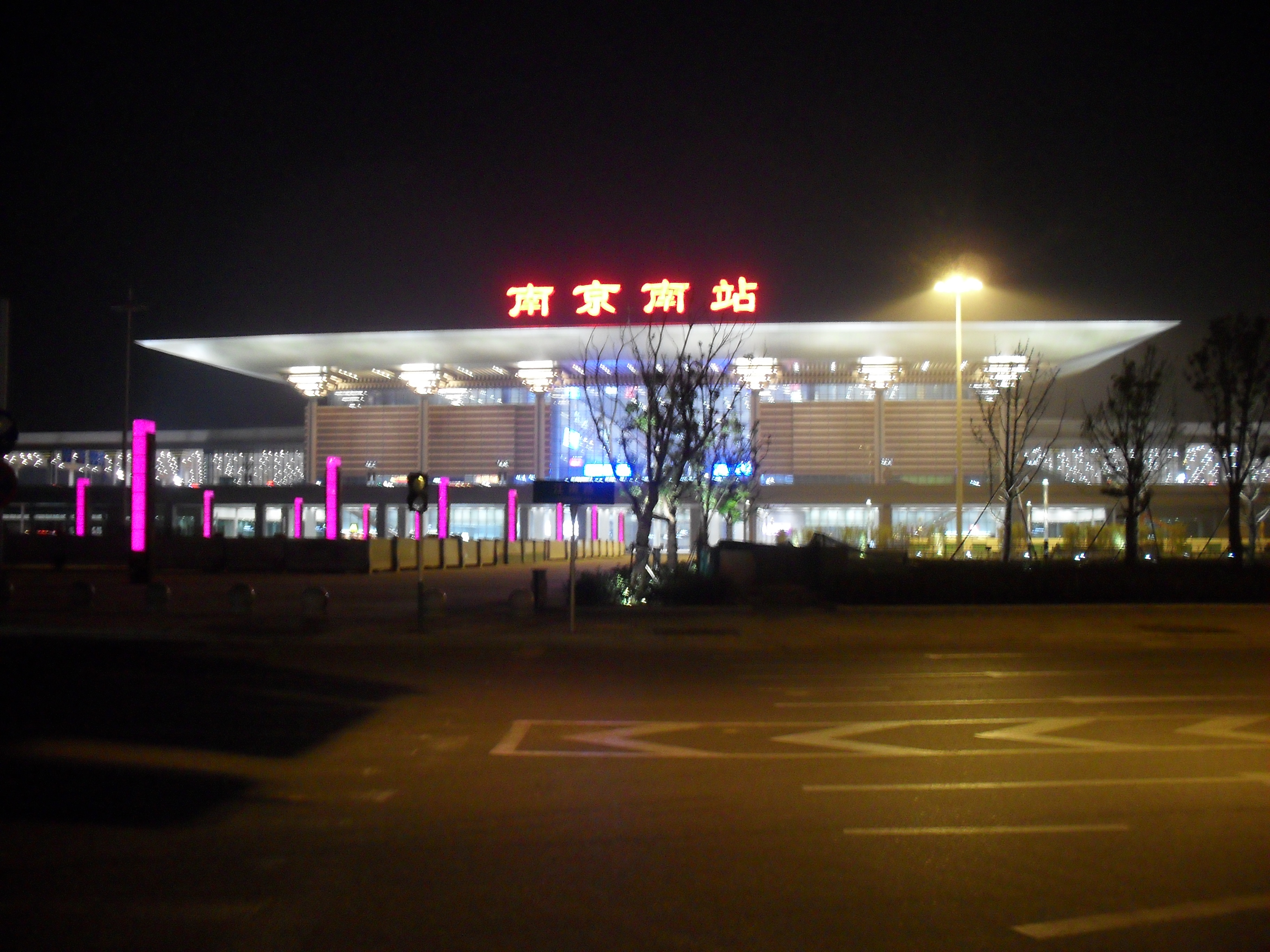
La gare de Nankin-Sud.

Nankin est desservie par plusieurs lignes à grande vitesse à la gare de Nankin-Sud, comme la LGV Shanghai - Nankin ou encore la LGV Pékin - Shanghai.

### Aérien
La ville dispose de l'aéroport international de Nanjing-Lukou.

### Métro

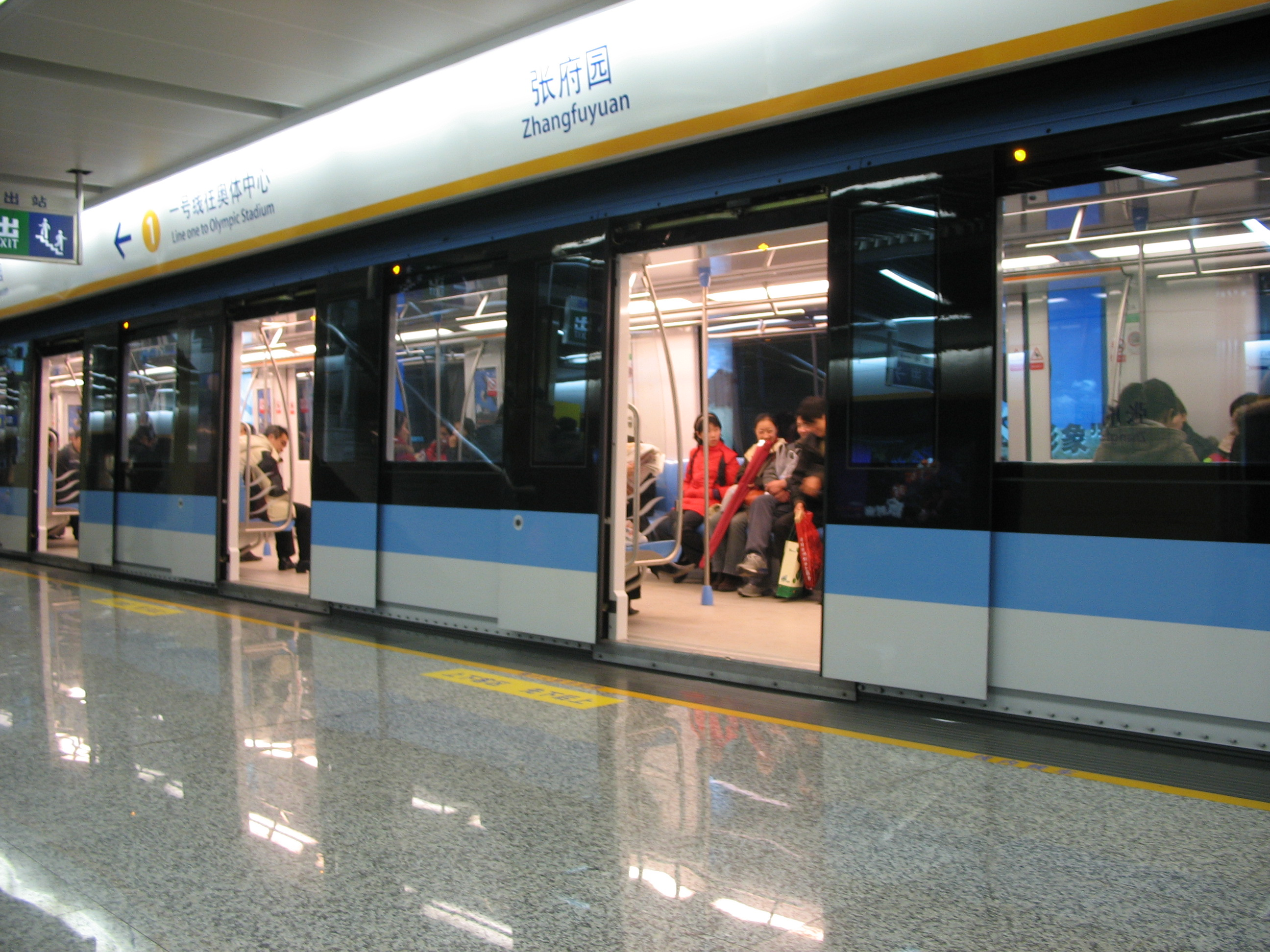
Le métro de Nankin.

L'agglomération est desservie par le métro de Nankin, composé de lignes urbaines et de lignes suburbaines.

## Subdivisions administratives
La ville sous-provinciale de Nankin exerce sa juridiction sur treize subdivisions – onze districts  –  :
- le district de Xuanwu - 玄武区 Xuánwǔ Qū ;
- le district de Qinhuai - 秦淮区 Qínhuái Qū ;
- le district de Jianye - 建邺区 Jiànyè Qū ;
- le district de Gulou - 鼓楼区 Gǔlóu Qū ;
- le district de Qixia - 栖霞区 Qīxiá Qū ;
- le district de Pukou - 浦口区 Pǔkǒu Qū ;
- le district de Luhe - 六合区 Lùhé Qū) ;
- le district de Yuhuatai - 雨花台区 Yǔhuātái Qū ;
- le district de Jiangning - 江宁区 Jiāngníng Qū ;
- le district de Lishui - 溧水区 Lìshuǐ Qū ;
- le district de Gaochun - 高淳区 Gāochún Qū.

## Jumelages
La commune entretient des partenariats de coopération décentralisée avec :
- Strasbourg (France)[7]

## Personnalités liées à la ville

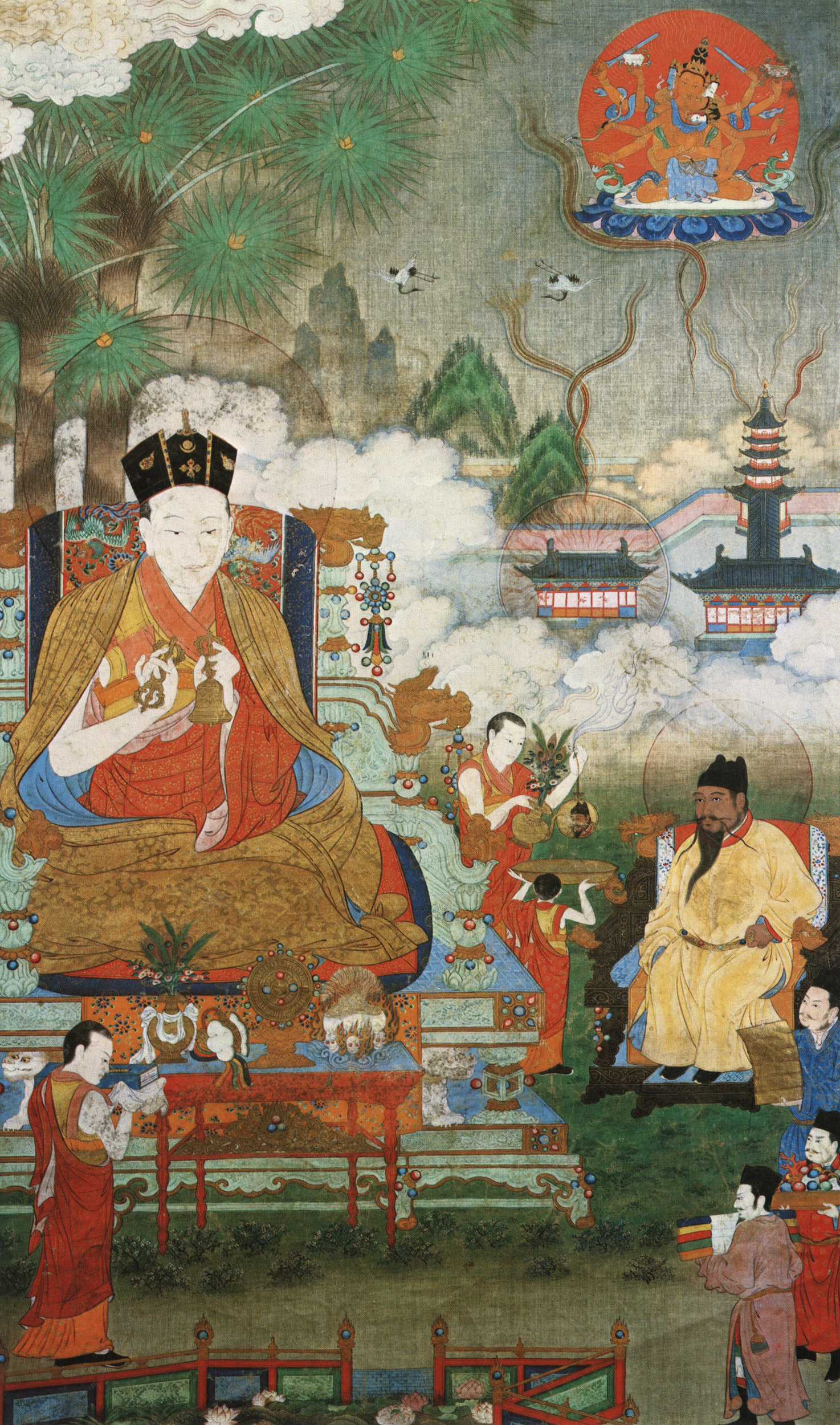
Représentation de Deshin Shekpa et de Ming Yongle par Karshu Gonpo Dorje.

- Deshin Shekpa y séjourne en 1407 à l'invitation de Ming Yongle
- Ho-Kan
- John Rabe
- Adrien Languillat
- Wang Chao
- Zhang Xianliang
- Fang Fang, romancière et essayiste, y est née en 1955.
- Luan Jujie (1958-), première chinoise championne olympique d'escrime.